# Rainer Heller

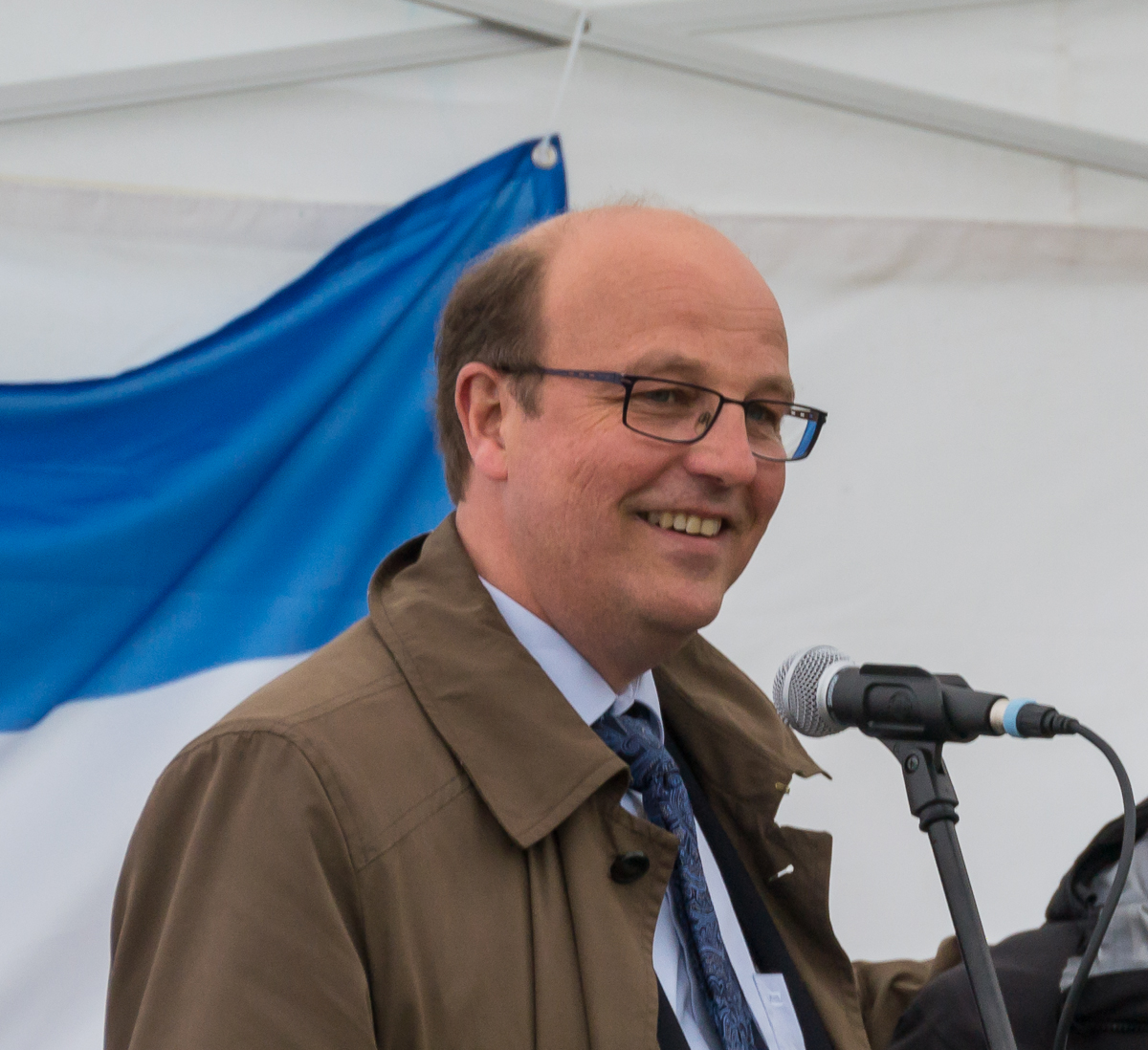
Rainer Heller am 27. April 2014

Rainer Heller (* 17. Oktober 1961 in Paderborn) ist ein deutscher Politiker (SPD). Er war von 2004 bis 2020 Bürgermeister von Detmold.

## Leben und Werk
Nach dem Zivildienst und dem Abschluss als Diplom-Kaufmann an der Universität Paderborn absolvierte Heller 1991 sein Zweites Staatsexamen zum Höheren Postdienst. Als Diplom-Kaufmann arbeitete er seit 1989 bei der Deutschen Telekom.
Rainer Heller arbeitete seit einer längeren Zeit als Kämmerer, bis er bei der nordrhein-westfälischen Kommunalwahl 2004 zum Bürgermeister der Stadt Detmold gewählt wurde. Er setzte sich im zweiten Wahlgang mit 61,1 % der Stimmen gegen den CDU-Kandidaten Manfred Luckey durch. Bei der Kommunalwahl 2009 erreichte er 68,15 % und setzte sich somit gegen Stephan Grigat (CDU) durch. Bei den Kommunalwahlen 2014 hatte Heller sich freiwillig vorzeitig der Wiederwahl gestellt und erzielte mit 56,08 % der gültigen Stimmen im ersten Wahlgang die absolute Mehrheit. Im September 2019 gab er bekannt, zur Bürgermeisterwahl 2020 nicht mehr zu kandidieren. Zum 1. November 2020 endete seine Amtszeit.
Heller ist verheiratet und hat drei Kinder.